# 박철환
박철환(朴哲煥, 1959년 1월 2일 ~ )은 대한민국의 정치인이다. 제42·43대 전라남도 해남군수이다. 공무원 인사 기록을 조작한 혐의(직권남용권리행사방해 등)로 기소되어 2017년 2월 8일 항소심에서 징역 1년 6개월을 선고받았다. 2017년 5월 17일 대법원에서 실형 확정 판결을 내려 군수직을 상실했다.

## 학력
- 마산초등학교
- 해남중학교
- 숭일고등학교
- 대불대학교 법학과 학사

## 경력
- 한국농업인경영 해남군연합회 회장
- 2002.07 ~ 2006.06 제4대 전라남도 해남군의회 의원
- 2006.07 ~ 2010.04 제5대 전라남도 해남군의회 의원
  - 2008.07 ~ 2010.04 제5대 전라남도 해남군의회 후반기 부의장
- 2010.07 ~ 2017.05 제42,43대 민선 5,6기 전라남도 해남군수(재선, 더불어민주당)

## 역대 선거 결과
|  | 58.09% |

|  | 20.18% |

|  | 52.53% |

|  | 61.75% |